# Oscar Coca
Óscar Coca Antezana (Cochabamba, Bolivia; 8 de julio de 1955) es un administrador de empresas y político boliviano. Fue varias veces ministro durante el primer, segundo y tercer gobierno del presidente Evo Morales Ayma. Fue el ministro de Obras Públicas, Servicios y Viviendas de Bolivia desde el 23 de enero de 2019 hasta el 10 de noviembre de 2019, cuando renunció a su cargo debido a la caída del Masismo (2006-2019) que rigió a Bolivia durante 14 años continuos.
Aunque, desde enero de 2008 hasta enero de 2009, ya había ocupado previamente el cargo de ministro de Obras Públicas, fue también el ministro de Energía y Hidrocarburos desde enero de 2009 hasta enero de 2010, así como también ministro de la Presidencia de Bolivia desde enero de 2010 hasta junio de 2011.

## Biografía
Óscar Coca nació el 8 de julio de 1955 en la ciudad de Cochabamba. Comenzó sus estudios escolares en 1961, saliendo bachiller el año 1973. Continuo con sus estudios profesionales, ingresando a estudiar en Facultad de Economía y Sociología de la Universidad Mayor de San Simón (UMSS), titulándose como administrador de empresas en 1979.
Durante su vida laboral, Oscar Coca trabajo la mayor parte de su carrera en la administración pública. Fue concejal de la ciudad de Cochabamba, llegando a ser vicepresidente del concejo. Trabajó también como asesor en el Senado Nacional. A la vez, Coca se desempeñó como Consejero Departamental de Cochabamba y asesor del concejo de Villa Tunari. Ingresó también al ámbito educativo, como docente universitario de distintas materias. 

## Carrera política

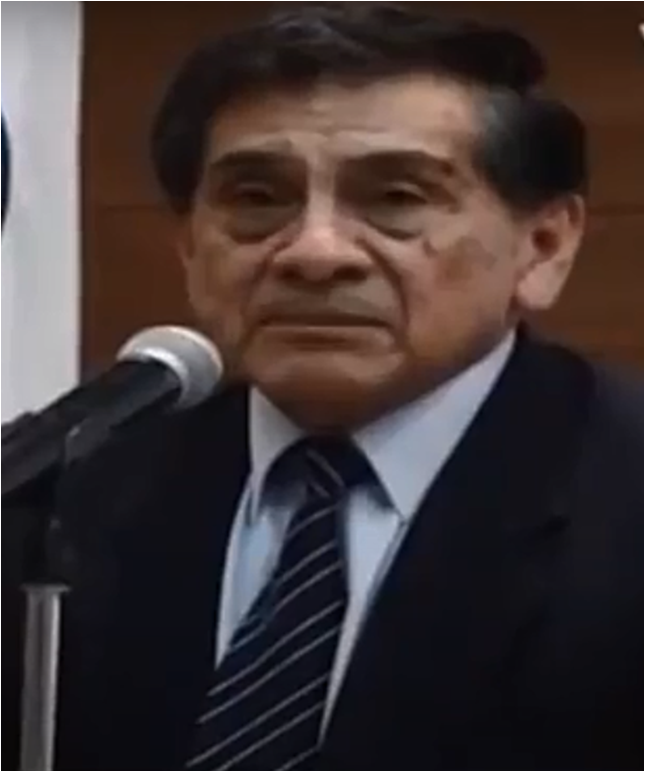
Ministro Oscar Coca en agosto del año 2018.

### Ministro de Obras Públicas, servicios y vivienda (2008-2009)
El 23 de enero de 2008, el presidente Evo Morales Ayma posesionó a Óscar Coca en el cargo de ministro de Obras Públicas, Servicios y Viviendas de Bolivia. Ocupó el cargo hasta el 23 de enero de 2009.

### Ministro de Energía e Hidrocarburos (2009-2010)
El 23 de enero de 2009, Óscar Coca ingresó al ministerio de Energía e Hidrocarburos. Permaneció  en el cargo por un año.

### Ministro de la Presidencia (2010-2011)
El 23 de enero de 2010, el presidente Evo Morales Ayma lo posesiona esta vez en el Ministerio de la Presidencia de Bolivia, cargo que Coca ocuparía por un tiempo de 1 año y medio, renunciado el 11 de junio de 2011 por motivos de salud.
El 31 de mayo de 2012, Coca ingresa a trabajar como presidente del directorio de Entel para luego convertirse en gerente general de dicha empresa pública a partir de 2013. Estuvo en el cargo por 6 años hasta 2019.

### Ministro de Obras Públicas, servicios y vivienda (2019)
El 23 de enero de 2019, Óscar Coca volvió nuevamente al gabinete ministerial, ocupando otra vez el cargo de ministro de Obras Públicas, servicios y vivienda durante el tercer gobierno del presidente Evo Morales Ayma. Fue destituido de su cargo tras la renuncia de Evo Morales Ayma el 10 de noviembre de 2019.